# Lonicera modesta
Lonicera modesta är en kaprifolväxtart som beskrevs av Alfred Rehder. Lonicera modesta ingår i släktet tryar, och familjen kaprifolväxter. Utöver nominatformen finns också underarten L. m. lushanensis.